# Fuso neuromuscolare
I fusi neuromuscolari sono dei particolari recettori meccanici che si trovano all'interno dei muscoli striati del corpo umano.
Un fuso neuromuscolare è costituito da un fascetto di piccole fibre muscolari o fibre intrafusali, disposte in parallelo con le fibre di grande diametro del muscolo e racchiuse all'interno di una capsula.

## Anatomia

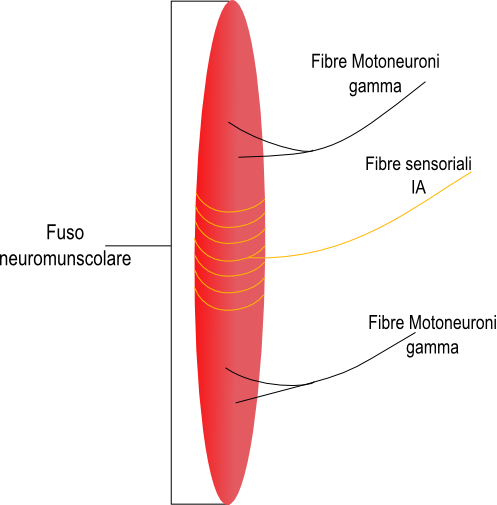
Il fuso muscolare è costituito da una porzione centrale non contrattile, nella quale si avvolgono le terminazioni afferenti sensitive IA e due estremità contrattili, nelle quali mettono capo le fibre efferenti dei motoneuroni gamma (γ).

Un fuso neuromuscolare è costituito da una capsula dotata di una lamina basale e di cellule appiattite perinevriali. Tale capsula è a contatto esternamente con l'endomisio che circonda le fibre extrafusali, internamente presenta uno spazio periassiale contenente un fluido denso che a sua volta circonda le fibre intrafusali, generalmente una decina per fuso. Ciascun fuso neuromuscolare è composto da una regione equatoriale centrale non striata e non contrattile e da due regioni polari periferiche e contrattili, costituite da muscolo striato. Il numero di fusi muscolari in ciascun muscolo varia in base alle necessità di controllo più o meno fine del movimento muscolare ed è quindi maggiore nei muscoli fasici rispetto a quelli tonici.
Le fibre intrafusali possono essere di due tipi:
- Fibre a catena nucleare, sottili e corte, possiedono i nuclei disposti in una singola fila centrale allineata longitudinalmente rispetto alla fibra.

- Fibre a borsa nucleare, così chiamate per il caratteristico rigonfiamento nella regione equatoriale, sono più spesse delle fibre a catena nucleare e costituite da un elevato numero di nuclei collocati in questa stessa regione. Questo tipo di fibre intrafusali può essere ulteriormente distinto in fibre dinamiche e statiche.

I fusi muscolari sono controllati dal sistema nervoso tramite delle terminazioni che possono essere sensitive (afferenti) o motrici (efferenti).
- L'innervazione afferente (al sistema nervoso centrale - con informazioni sullo stato di contrazione, stiramento etc delle fibre muscolari) è costituita da terminazioni primarie e terminazioni secondarie. Le terminazioni primarie sono fibre nervose di tipo Ia, di grande diametro e alta velocità di conduzione. Queste fibre formano le terminazioni anulo-spirali che avvolgono le fibre intrafusali (di entrambi i tipi) a livello della regione equatoriale e nella zona di transizione tra questa e le regioni polari, dopodiché perforano la capsula ed escono dal fuso neuromuscolare. Le terminazioni secondarie (a fiorami) sono fibre nervose di tipo II, di diametro medio e velocità di conduzione pari mediamente alla metà rispetto alle Ia. Sono dette "a fiorami" perché nella zona di transizione tra la regione equatoriale e le regioni polari presentano numerose arborizzazioni, più numerose sulle fibre a catena nucleare, scarse su quelle a borsa nucleare. Sulla membrana di entrambi i tipi di terminazioni afferenti vi sono dei canali ionici ancorati al citoscheletro che si aprono in seguito alla dipanazione delle terminazioni anulo-spirali che si verifica con l'allungamento del muscolo, dal momento che il fuso neuromuscolare è posto in parallelo ad esso.

- L'innervazione efferente (dal sistema nervoso centrale per la contrazione delle fibre contrattili intrafusali) è garantita dai piccoli motoneuroni γ che possiedono i propri nuclei nelle corna anteriori del midollo spinale e nei nuclei motori dei nervi cranici. Le terminazioni di questi motoneuroni si portano alle regioni polari del fuso neuromuscolare sia sulle fibre a catena che a borsa nucleare e qui formano placche neuromuscolari.

Queste fibre trasmettono in continuazione impulsi al midollo spinale e al cervello per informarli della lunghezza dei muscoli e quindi della posizione del corpo nello spazio. Se per esempio si muove qualsiasi parte del corpo ad occhi chiusi, è possibile sapere in ogni momento quale posizione si assume, e questo grazie ai fusi neuromuscolari e ad altri recettori propriocettivi.

## Fisiologia
- L'allungamento del muscolo determina lo stiramento del fuso neuromuscolare in esso contenuto e questo a sua volta determina prima l'allargamento dello spazio tra le terminazioni anulo-spirali (fibre Ia) e successivamente, se l'allungamento persiste, lo stiramento delle terminazioni a fiorame (fibre II) che esita in un aumento della loro frequenza di scarica, cioè della frequenza dei potenziali d'azione generati. La frequenza di scarica è proporzionale alla velocità di allungamento del muscolo e si mantiene maggiore rispetto alle condizioni di riposo anche quando l'allungamento è terminato ma il muscolo si trova ad una lunghezza superiore a quella normale ma inferiore a quella registrata durante la fase di allungamento; in questo caso il fuso neuromuscolare si comporta come un recettore a lento adattamento (tonico). La frequenza di scarica si interrompe momentaneamente durante l'accorciamento del muscolo e torna ai livelli di riposo quando la lunghezza muscolare è tornata normale. La pausa è dovuta all'inattivazione dei canali ionici della membrana del fuso neuromuscolare. La sensibilità è nell'ordine del decimo di millimetro. La trazione sulla regione equatoriale e iuxtaequatoriale del fuso neuromuscolare attiva i canali ionici posti sulle membrane delle terminazioni nervose afferenti, questo comporta una depolarizzazione delle membrane e l'eccitazione della fibra nervosa. In condizioni di riposo esiste una scarica dovuta all'innervazione efferente da parte dei motoneuroni γ, che possono essere di tipo statico o dinamico. Allo stesso modo anche le fibre a borsa nucleare innervate da differenti fibre di tipo II possono essere di tipo dinamico (registrano variazioni nella lunghezza del muscolo) o di tipo statico (registrano la lunghezza assoluta del muscolo rispetto a quella normale).

- L'accorciamento passivo del muscolo attiva i motoneuroni α e determina un afflosciamento del fuso neuromuscolare e dunque una pausa nella frequenza di scarica delle fibre afferenti conseguente all'avvicinamento delle terminazioni anulo-spirali. A livello molecolare i canali della membrana delle fibre afferenti vengono chiusi ed essa si iperpolarizza, inibendo ulteriori scariche e facendo registrare una pausa.

- La contrazione attiva del muscolo determina l'attivazione dei motoneuroni α e dei motoneuroni γ (che hanno una soglia d'attivazione più alta a causa del minor diametro e quindi della maggior resistenza). I secondi mantengono una certa tensione sulla regione equatoriale del fuso neuromuscolare mentre le regioni polari si contraggono in questo modo le fibre intrafusali compensano l'accorciamento delle fibre extrafusali e la distanza tra le terminazioni anulo-spirali non si modifica, così come la frequenza di scarica.

A livello del midollo spinale i neuroni sensitivi formano sinapsi con quelli motori, quindi, quando c'è un aumento degli impulsi provenienti dal muscolo, il neurone motorio (o motoneurone) è stimolato ed invia impulsi eccitatori aumentando il tono muscolare (riflesso da stiramento), quando c'è una diminuzione della frequenza degli impulsi il motoneurone viene inibito ed invia impulsi inibenti che diminuiscono il tono muscolare, favorendo il rilassamento.  Nel frattempo i neuroni sensitivi inviano anche informazioni al cervello per informarlo sul posizionamento del corpo nello spazio.
Si può quindi affermare che il fuso neuromuscolare difende l'integrità anatomica del muscolo, regolando la lunghezza muscolare come risposta riflessa agli stimoli esterni o "per ordine" del sistema nervoso centrale al fine di adattare la postura.

## Patologia
La spasticità è un aumento patologico del riflesso da stiramento, dovuto a complicazioni a livello del sistema nervoso centrale, in cui viene meno un'inibizione sinaptica superiore.